# Csirkefej (színmű)
A Csirkefej Spiró György 1985-ös tragédiája. A darab 16 jelenetből áll. A cselekmény háttere az 1980-as évek egyre sivárabbá váló szocializmusa: hétköznapi környezetben, egy külvárosi lakóházban ölnek meg egy öregasszonyt, miután macskájával végeztek.
A darab megírására Székely Gábor inspirálta a szerzőt, a női főszerepet bevallottan Gobbi Hildának szánták. Az ősbemutató 1986. október 27-én volt a Budapesti Katona József Színházban. Az előadás rendezője Zsámbéki Gábor volt. Az utolsó, ötvenedik előadás időpontja: 1987. június 12.  1989-ben – Törőcsik Mari főszereplésével – felújították a darabot, 79 alkalommal került színre. 2015-ig a színdarabnak magyar nyelvterületen tizenegy bemutatója volt.
1987-ben Csirkefej címmel a Magvető kiadónál öt drámája jelent meg az írónak: Jeruzsálem pusztulása, Az imposztor, A kert, Esti műsor, Csirkefej.

## Keletkezés
Spiró: Az imposztor című darabja 1983-as Katona József Színházbeli bemutatásakor hatalmas kritikai és közönségsiker lett. A nagy sikeren felbuzdulva a színház akkori igazgatója: Székely Gábor arra kérte a szerzőt, írjon egy hasonló darabot Gobbi Hildának. Spiró erre azt mondta "Idős nőkről nem jut az eszembe semmi.". Hazatérte után macskáját kitette a szabadba. Idővel arra eszmélt, hogy a macskája veri az ajtót, mivel be akar jönni. Miután Spiró kinyitotta az ajtót és ránézve a macskára megvolt a darab alapötlete.

## Az ősbemutató
A darab ősbemutatója a Katona József Színházban volt, 1986. október 17.-én, Zsámbéki Gábor rendezésében. A díszletet Khell Csörsz, a jelmezeket Füzy Sári tervezte, a dramaturg Fodor Géza volt. Az előadás hatalmas kritikai és közönségsikert aratott, a televízió is rögzítette és később DVD kiadásra is került.
Bár eredetileg Gobbi Hildának íródott a darab, az alkotók tartottak attól, hogy nem fogja tudni eljátszani a szerepet, így Máthé Erzsire osztották a karaktert. Később azonban Zsámbéki Gábor meggondolta magát és mégis Gobbi játszhatta el a Vénasszonyt. Gobbi halála után Törőcsik Mari vette át a szerepet.
Az eredeti szereposztás:
- Vénasszony: Gobbi Hilda
- Tanár: Papp Zoltán
- Nő: Bodnár Erika
- Apa: Vajda László
- Anya: Csomós Mari
- Srác: Varga Zoltán
- Haver: Vajdai Vilmos
- Törzs: Ujlaki Dénes
- Közeg: Eperjes Károly
- Előadónő: Ronyecz Mária
- Csitri: Zsíros Ágnes
- Bakfis: Szalai Krisztina f.h.